# Eumyias albicaudatus
Az Eumyias albicaudatus  a madarak osztályának verébalakúak (Passeriformes) rendjébe és a légykapófélék (Muscicapidae) családjába tartozó faj.

## Rendszerezése
A fajt Thomas C. Jerdon brit ornitológus írta le 1840-ben, a Muscicapa nembe Muscicapa albicaudata néven.

## Előfordulása
Dél-Ázsiában, India délnyugati részén honos. Természetes élőhelyei a szubtrópusi vagy trópusi síkvidéki és hegyi esőerdők, valamint ültetvények. Állandó, nem vonuló faj.

## Megjelenése
Testhossza 15 centiméter, testtömege 12–19 gramm. A nemek tollazata különbözik.
|  |  |

## Életmódja
Kisebb gerinctelenekkel táplálkozik, de gyümölcsöket és bogyókat is fogyaszt.

## Természetvédelmi helyzete
Az elterjedési területe nagy, egyedszáma viszont csökken, de még nem éri el a kritikus szintet. A Természetvédelmi Világszövetség Vörös listáján nem fenyegetett fajként szerepel.